# Serverette
Serverette est une commune française située dans le nord du département de la Lozère, en région Occitanie.
Exposée à un climat de montagne, elle est drainée par la Truyère, la Mézère, le ruisseau de Rieutortet et par divers autres petits cours d'eau.
Serverette est une commune rurale qui compte 249 habitants en 2022, après avoir connu un pic de population de 1 180 habitants en 1806.  Elle fait partie de l'aire d'attraction de Mende. Ses habitants sont appelés les Serverettois ou  Serverettoises.

## Géographie

### Localisation
Commune du Massif central située sur la Truyère, à sa confluence avec la Mézère.

### Communes limitrophes
Les communes limitrophes sont  Fontans, Lachamp-Ribennes, Les Laubies, Peyre en Aubrac et Saint-Gal.
|                 | Fontans          |             |
| Peyre en Aubrac | Serverette       | Les Laubies |
|                 | Lachamp-Ribennes | Saint-Gal   |

### Climat
Pour des articles plus généraux, voir Climat de l'Occitanie et Climat de la Lozère.
En 2010, le climat de la commune est de type climat de montagne, selon une étude s'appuyant sur une série de données couvrant la période 1971-2000. En 2020, Météo-France publie une typologie des climats de la France métropolitaine dans laquelle la commune est exposée à un climat de montagne ou de marges de montagne et est dans la région climatique Sud-est du Massif Central, caractérisée par une pluviométrie annuelle de 1 000 à 1 500 mm, minimale en été, maximale en automne.
Pour la période 1971-2000, la température annuelle moyenne est de 7,8 °C, avec une amplitude thermique annuelle de 15,9 °C. Le cumul annuel moyen de précipitations est de 937 mm, avec 9,5 jours de précipitations en janvier et 6,1 jours en juillet. Pour la période 1991-2020, la température moyenne annuelle observée sur la station météorologique la plus proche, située sur la commune de Peyre en Aubrac à 8 km à vol d'oiseau, est de 8,0 °C et le cumul annuel moyen de précipitations est de 954,9 mm,. Pour l'avenir, les paramètres climatiques de la commune estimés pour 2050 selon différents scénarios d'émission de gaz à effet de serre sont consultables sur un site dédié publié par Météo-France en novembre 2022.

### Milieux naturels et biodiversité
Aucun espace naturel présentant un intérêt patrimonial n'est recensé sur la commune dans l'inventaire national du patrimoine naturel,,.

## Urbanisme

### Typologie
Au 1er janvier 2024, Serverette est catégorisée commune rurale à habitat dispersé, selon la nouvelle grille communale de densité à sept niveaux définie par l'Insee en 2022.
Elle est située hors unité urbaine. Par ailleurs la commune fait partie de l'aire d'attraction de Mende, dont elle est une commune de la couronne,. Cette aire, qui regroupe 31 communes, est catégorisée dans les aires de moins de 50 000 habitants,.

### Occupation des sols
L'occupation des sols de la commune, telle qu'elle ressort de la base de données européenne d’occupation biophysique des sols Corine Land Cover (CLC), est marquée par l'importance des forêts et milieux semi-naturels (59,8 % en 2018), en diminution par rapport à 1990 (65,7 %). La répartition détaillée en 2018 est la suivante : 
forêts (42,8 %), prairies (30,4 %), milieux à végétation arbustive et/ou herbacée (17 %), zones agricoles hétérogènes (8,3 %), zones urbanisées (1,5 %). L'évolution de l’occupation des sols de la commune et de ses infrastructures peut être observée sur les différentes représentations cartographiques du territoire : la carte de Cassini (XVIIIe siècle), la carte d'état-major (1820-1866) et les cartes ou photos aériennes de l'IGN pour la période actuelle (1950 à aujourd'hui).

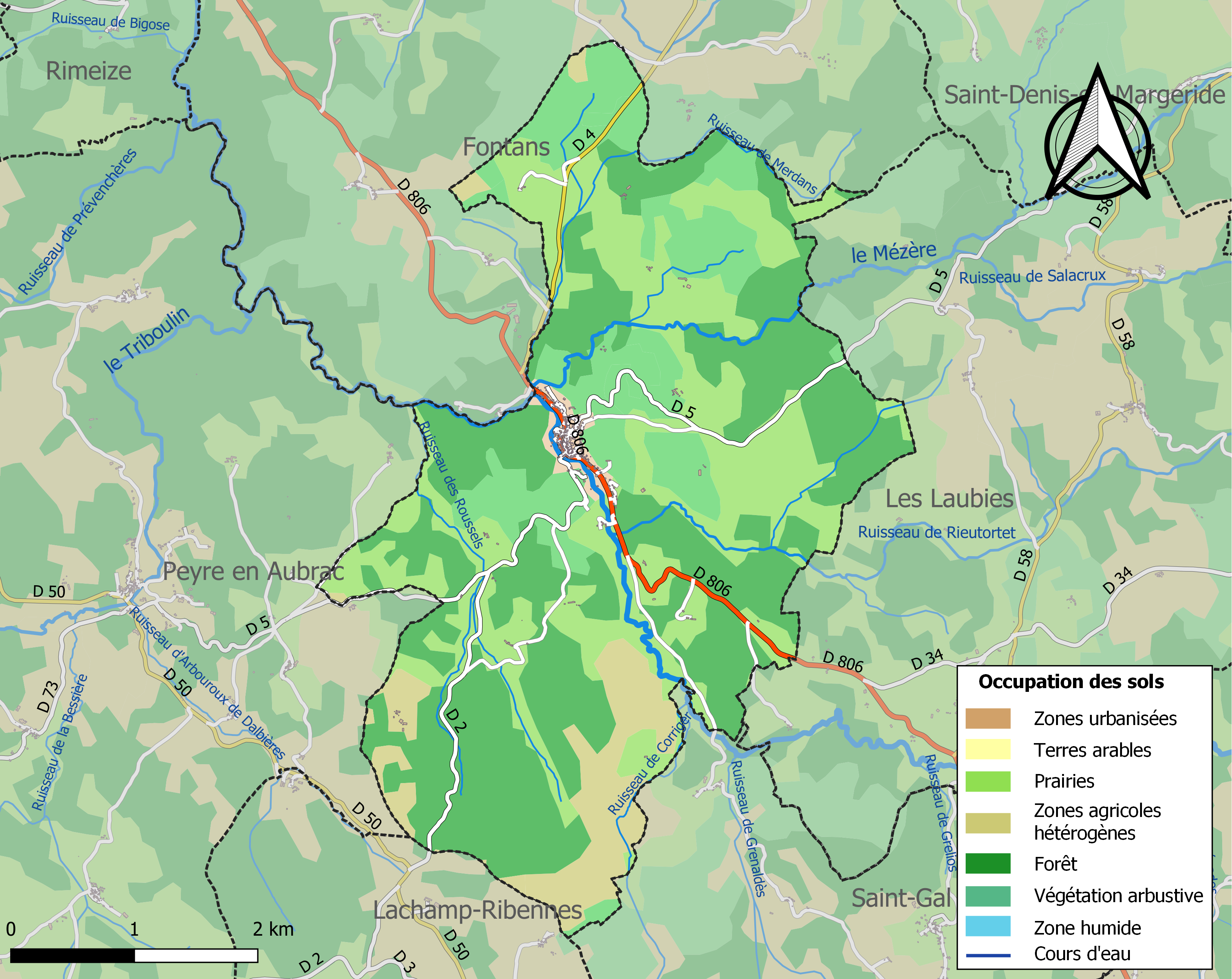
Carte des infrastructures et de l'occupation des sols de la commune en 2018 (CLC).

### Risques majeurs
Le territoire de la commune de Serverette est vulnérable à différents aléas naturels : météorologiques (tempête, orage, neige, grand froid, canicule ou sécheresse), inondations, feux de forêts et séisme (sismicité faible). Il est également exposé à un risque technologique,  le transport de matières dangereuses, et à un risque particulier : le risque de radon. Un site publié par le BRGM permet d'évaluer simplement et rapidement les risques d'un bien localisé soit par son adresse soit par le numéro de sa parcelle.

#### Risques naturels
Certaines parties du territoire communal sont susceptibles d’être affectées par le risque d’inondation par débordement de cours d'eau, notamment la Truyère et la Mézère. La commune a été reconnue en état de catastrophe naturelle au titre des dommages causés par les inondations et coulées de boue survenues en 1982, 1994 et 2003,.
Serverette est exposée au risque de feu de forêt. Un plan départemental de protection des forêts contre les incendies (PDPFCI) a été approuvé en décembre 2014 pour la période 2014-2023. Les mesures individuelles de prévention contre les incendies sont précisées par divers arrêtés préfectoraux et s’appliquent dans les zones exposées aux incendies de forêt et à moins de 200 mètres de celles-ci. L’arrêté du 23 mars 2018, complété par un arrêté de 2020, réglemente l'emploi du feu en interdisant notamment d’apporter du feu, de fumer et de jeter des mégots de cigarette dans les espaces sensibles et sur les voies qui les traversent sous peine de sanctions. L'arrêté du 23 août 2021, abrogeant un arrêté de 2002, rend le débroussaillement obligatoire, incombant au propriétaire ou ayant droit,,.

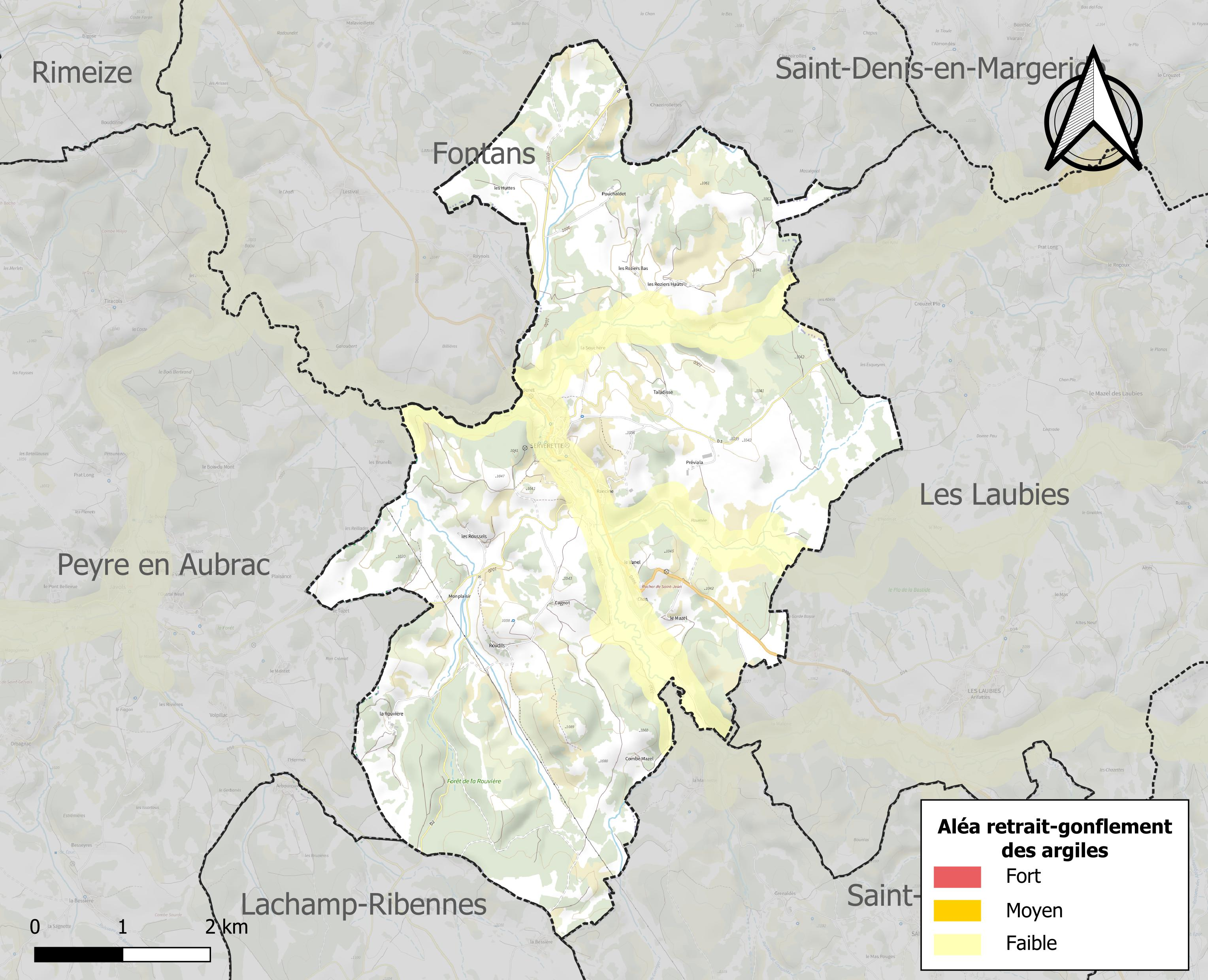
Carte des zones d'aléa retrait-gonflement des sols argileux de Serverette.

Le retrait-gonflement des sols argileux est susceptible d'engendrer des dommages importants aux bâtiments en cas d’alternance de périodes de sécheresse et de pluie. Aucune partie du territoire de la commune n'est en aléa moyen ou fort (15,8 % au niveau départemental et 48,5 % au niveau national). Sur les 195 bâtiments dénombrés sur la commune en 2019,  aucun n'est en aléa moyen ou fort, à comparer aux 14 % au niveau départemental et 54 % au niveau national. Une cartographie de l'exposition du territoire national au retrait gonflement des sols argileux est disponible sur le site du BRGM,.
Par ailleurs, afin de mieux appréhender le risque d’affaissement de terrain, l'inventaire national des cavités souterraines permet de localiser celles situées sur la commune.

#### Risques technologiques
Le risque de transport de matières dangereuses sur la commune est lié à sa traversée par des infrastructures routières ou ferroviaires importantes ou la présence d'une canalisation de transport d'hydrocarbures. Un accident se produisant sur de telles infrastructures est susceptible d’avoir des effets graves sur les biens, les personnes ou l'environnement, selon la nature du matériau transporté. Des dispositions d’urbanisme peuvent être préconisées en conséquence.

#### Risque particulier
Dans plusieurs parties du territoire national, le radon, accumulé dans certains logements ou autres locaux, peut constituer une source significative d’exposition de la population aux rayonnements ionisants. Certaines communes du département sont concernées par le risque radon à un niveau plus ou moins élevé. Selon la classification de 2018, la commune de Serverette est classée en zone 3, à savoir zone à potentiel radon significatif.

## Toponymie
De Cerveireta, domaine fréquenté par des cerfs.

## Histoire
Au Moyen Âge, un château dominait le bourg actuel. Le village était situé autour de l'église Saint-Jean. Au XIIIe siècle, un nouveau bourg se construit autour du château et il se transforme en ville close, entourée d'épaisses murailles. La ville doit sa prospérité à l'industrie textile. Au XIXe siècle, elle est le chef-lieu du canton de Serverette jusqu'en 1897.

## Politique et administration
| Période | Période                       | Identité        | Étiquette | Qualité                                                                     |
| ------- | ----------------------------- | --------------- | --------- | --------------------------------------------------------------------------- |
| 1859    |                               | Blanquet        |           |                                                                             |
| 2001    | 2005                          | Albert Dumas    |           |                                                                             |
| 2005    | 2014                          | Jean Bonnet     |           |                                                                             |
| 2014    | En cours (au 14 juillet 2020) | Séverine Cornut | DVD       | Conseillère départementale du canton de Saint-Alban-sur-Limagnole (2021 → ) |

## Population et société

### Démographie

#### Évolution démographique
L'évolution du nombre d'habitants est connue à travers les recensements de la population effectués dans la commune depuis 1793. Pour les communes de moins de 10 000 habitants, une enquête de recensement portant sur toute la population est réalisée tous les cinq ans, les populations de référence des années intermédiaires étant quant à elles estimées par interpolation ou extrapolation. Pour la commune, le premier recensement exhaustif entrant dans le cadre du nouveau dispositif a été réalisé en 2004.

En 2022, la commune comptait 249 habitants, en évolution de −5,68 % par rapport à 2016 (Lozère : +0,11 %, France hors Mayotte : +2,11 %).
| 1793 | 1800  | 1806  | 1821 | 1831 | 1836 | 1841 | 1846 | 1851 |
| ---- | ----- | ----- | ---- | ---- | ---- | ---- | ---- | ---- |
| 897  | 1 012 | 1 180 | 900  | 984  | 950  | 911  | 891  | 857  |

| 1856 | 1861 | 1866 | 1872 | 1876 | 1881 | 1886 | 1891 | 1896 |
| ---- | ---- | ---- | ---- | ---- | ---- | ---- | ---- | ---- |
| 831  | 806  | 859  | 890  | 909  | 871  | 811  | 846  | 760  |

| 1901 | 1906 | 1911 | 1921 | 1926 | 1931 | 1936 | 1946 | 1954 |
| ---- | ---- | ---- | ---- | ---- | ---- | ---- | ---- | ---- |
| 785  | 754  | 717  | 674  | 628  | 632  | 594  | 573  | 479  |

| 1962 | 1968 | 1975 | 1982 | 1990 | 1999 | 2004 | 2006 | 2009 |
| ---- | ---- | ---- | ---- | ---- | ---- | ---- | ---- | ---- |
| 429  | 439  | 401  | 351  | 324  | 290  | 281  | 286  | 287  |

| 2014 | 2019 | 2022 | - | - | - | - | - | - |
| ---- | ---- | ---- | - | - | - | - | - | - |
| 262  | 244  | 249  | - | - | - | - | - | - |

#### Pyramide des âges
La population de la commune est relativement âgée. En 2020, le taux de personnes d'un âge inférieur à 30 ans s'élève à 20,5 %, soit un taux inférieur à la moyenne départementale (29,7 %). À l'inverse, le taux de personnes d'un âge supérieur à 60 ans (42,9 %) est supérieur au taux départemental (33,1 %).
En 2020, la commune comptait 115 hommes pour 131 femmes, soit un taux de 53,04 % de femmes, supérieur au taux départemental (50,11 %).
Les pyramides des âges de la commune et du département s'établissent comme suit :
| Hommes | Classe d’âge | Femmes |
| ------ | ------------ | ------ |
| 0,0    | 90 ou +      | 0,0    |
| 5,3    | 75-89 ans    | 5,4    |
| 29,8   | 60-74 ans    | 44,6   |
| 23,7   | 45-59 ans    | 23     |
| 12,3   | 30-44 ans    | 13,9   |
| 12,3   | 15-29 ans    | 6,2    |
| 16,7   | 0-14 ans     | 6,9    |

| Hommes | Classe d’âge | Femmes |
| ------ | ------------ | ------ |
| 1      | 90 ou +      | 2,8    |
| 9,1    | 75-89 ans    | 11,8   |
| 21,6   | 60-74 ans    | 21,1   |
| 21,5   | 45-59 ans    | 20,2   |
| 16,3   | 30-44 ans    | 15,9   |
| 15,5   | 15-29 ans    | 13,6   |
| 15     | 0-14 ans     | 14,6   |

### Manifestations culturelles et festivités
- Fête des fleurs et de la nature : début mai.
- Salon du livre de Serverette : tous les ans à la mi-juillet.

### Enseignement
- École primaire Sainte-Angèle (fermée en 2020).

## Économie

### Revenus
En 2018, la commune compte 95 ménages fiscaux, regroupant 201 personnes. La médiane du revenu disponible par unité de consommation est de 20 930 € (20 420 € dans le département).

### Emploi
|                | 2008  | 2013  | 2018  |
| -------------- | ----- | ----- | ----- |
| Commune        | 4,1 % | 6,2 % | 8,3 % |
| Département    | 5 %   | 6,4 % | 7,1 % |
| France entière | 8,3 % | 10 %  | 10 %  |

En 2018, la population âgée de 15 à 64 ans s'élève à 149 personnes, parmi lesquelles on compte 58,4 % d'actifs (50,1 % ayant un emploi et 8,3 % de chômeurs) et 41,6 % d'inactifs,. En  2018, le taux de chômage communal (au sens du recensement) des 15-64 ans est supérieur à celui du département, mais inférieur à celui de la France, alors qu'il était inférieur à celui du département et de la France en 2008.
La commune fait partie de la couronne de l'aire d'attraction de Mende, du fait qu'au moins 15 % des actifs travaillent dans le pôle,. Elle compte 85 emplois en 2018, contre 90 en 2013 et 85 en 2008. Le nombre d'actifs ayant un emploi résidant dans la commune est de 76, soit un indicateur de concentration d'emploi de 112,8 % et un taux d'activité parmi les 15 ans ou plus de 39,7 %.
Sur ces 76 actifs de 15 ans ou plus ayant un emploi, 28 travaillent dans la commune, soit 37 % des habitants. Pour se rendre au travail, 79,5 % des habitants utilisent un véhicule personnel ou de fonction à quatre roues, 11 % s'y rendent en deux-roues, à vélo ou à pied et 9,6 % n'ont pas besoin de transport (travail au domicile).

## Culture locale et patrimoine

### Lieux et monuments
- Église paroissiale Saint-Vincent de Serverette, ancienne chapelle castrale ;
- Église Saint-Jean de Serverette, ancienne église paroissiale. L'édifice a été classé au titre des monuments historiques en 1932[29] ;
- Chapelle Notre-Dame de Serverette, dite la Chapelette ;
- Croix de Serverette ;
- Monument aux morts ;
- Fontaine du Barry ;
- Statue de l'Immaculée Conception[30] ;
- Croix de mission ;
- Nécropole de Cagnot. À 2 km au sud du bourg, près de la ferme de Cagnot, elle est constituée de tombes creusées dans le granit, à l'époque mérovingienne et redécouvertes au XIXe siècle[30].

### Personnalités liées à la commune
- Samuel Blanquet (1686-1757), médecin, spéléologue. Il se distingua lors des dernières épidémies de peste en Gévaudan au XVIIIe siècle ;
- Paul Ramadier (1888-1961), issu d'une ancienne famille de la cité ;
- Jacques-Odilon Ramadier (1920-1994), cousin du précédent, professeur de médecine à Paris, agrégé de médecine, chef du service d'orthopédie à l'hôpital Ambroise-Paré de Boulogne-Billancourt (Hauts-de-Seine). Il fut un brillant disciple de l'éminent Professeur Merle d'Aubigné et avec les professeurs Judet, il fut un des plus éminents chirurgiens d'orthopédie parisiens des années d'après-guerre ;
- Xavier Pic (1887-1978), capitaine durant la Première Guerre mondiale, prêtre et écrivain.

### Héraldique
| Serverette | Le blasonnement de Serverette est : D'azur, à la tour d'argent, au chef du même chargé de trois corbeaux de sable. Bien que très ancienne ville close, Serverette ne possédait pas d'armoiries. Celles-ci ont été conçues et composées par Ernest Plagnard, docteur en droit, originaire du bourg par sa famille maternelle, la famille Blanquet, de Serverette, propriétaires fonciers (cf. Jean, Jean-Baptiste, Jean-Hippolyte et Hippolyte Blanquet, anciens consuls, puis maires de Serverette, fin XVIIIe, courant XIXe et au début du XXe siècle). |